# Listopadové povstání
Listopadové povstání (polsky powstanie listopadowe) je vžitý název pro povstání polského lidu, armády a pokrokové inteligence proti ruské nadvládě, které probíhalo na přelomu let 1830 a 1831. Skončilo porážkou polských povstalců a utužením ruské nadvlády nad částí polského území, které Ruská říše získala ve třech děleních Polsko-litevského království.

## Situace před začátkem povstání
Po zániku nezávislého Polsko-litevského království ve třech děleních jeho území mezi mocnosti Prusko, Rusko a Rakouskou monarchii v letech 1772, 1793 a 1795 byla nezávislost Polska částečně obnovena v roce 1807 z moci francouzského císaře Napoleona I. Bonaparta, který po porážce pruské armády ve válce v letech 1806–1807 vytvořil z části pruského záboru polského území tzv. Varšavské knížectví. Mělo rozlohu 102 000 km² a za jeho vládce byl zvolen saský král Fridrich I. August. Knížectví dostalo i liberální ústavu, která byla kombinací polské květnové ústavy z roku 1791 a některých ustanovení Napoleonova občanského zákoníku z roku 1804. Po porážce Rakouské monarchie v roce 1809 se území knížectví zvětšilo ještě o část Západní Haliče, ale jeho existence v podstatě skončila s pádem Napoleona I. Bonaparta. Území Varšavského knížectví již v roce 1813 obsadila ruská armáda, která po porážce Napoleonovy armády v Rusku v roce 1812 pokračovala v jejím pronásledování. Vídeňský kongres ostatně v roce 1815 z části Ruskem zabraných území znovu obnovil Polské království, ale v podstatě jen formálně, protože jeho teritorium bylo spojeno personální unií s Ruským impériem. Polským králem se tak stal ruský car Alexandr I. Přestože Alexandr I. už nebyl takovým reformátorem, jakým se zdál být v letech svého mládí, Polákům slíbil dát podobná práva definovaná v konstituci (ústavě), jakým se těšili v dobách existence Varšavského knížectví. V roce 1815 byla ústava v Polsku skutečně vyhlášena, ale už za krátký čas začaly být její jednotlivé body porušovány. Zasloužil se o to i samotný carský místodržitel, kterým byl generál Józef Zajączek (1752–1826), někdejší radikální jakobín a spolubojovník Tadeusze Kościuszka v jím vedeném povstání proti Rusům v roce 1794. Zajączek sledoval osobní zájmy a zjevně se rozhodl, že pro něj osobně bude lépe spolupracovat se staronovými pány než třít bídu v exilu, což byl úděl T. Kościuszka, který zemřel v roce 1817 ve švýcarském Solothurnu.
V Polsku a Litvě se postupně formovala vrstva uvědomělé inteligence, ať už z prostředí šlechty nebo měst, která stále naléhavěji volala po dodržování udělených svobod a po rozvoji národního života v rovině školské a kulturní. Studenti univerzit začali zakládat tajné spolky, které měly zpočátku spíše literární a diskusní charakter, ale později se některé změnily na vlivné politické organizace. V litevském městě Vilnius se například vytvořil Spolek filomatů, jehož členem byl i romantický básník Adam Mickiewicz (1798–1855). Ruská tajná policie ale začala aktivity těchto spolků sledovat a postupně rozkládat.

Znak listopadového povstání

Polská šlechta žijící v ruské části bývalého Polska byla zpočátku vůči nové vládě loajální, i díky udělené ústavě a možnosti uplatnění v armádě a ve státních úřadech. Ale od 20. let 19. století se začal tento vztah měnit. Už 15. června 1819 byla ruskou vládou v Polsku omezena svoboda tisku a zavedena cenzura. 10. května 1820 bylo zakázáno svobodné shromažďování se a tajné spolky, což se týkalo i četných zednářských lóží. Smutný osud polských zednářů dokládá příběh Waleriana Łukasińskieho (1786–1868), který byl v roce 1822 uvězněn a převezen do pevnosti ve Šlisselburgu, kde během čtyřicetišestiletého věznění na samotce přišel o rozum. Agilní ministr policie Nikolaj Nikolajevič Novosilcev (1761–1838) pronásledoval všechny tajné spolky a intelektuály. Začátkem roku 1825 byla carem zakázána i veřejná zasedání polského sněmu (sejmu). Ke zhoršení vzájemných vztahů došlo po smrti Alexandra I. koncem roku 1825. Největší nepokoje panovaly v armádě, jejímž vrchním velitelem byl Alexandrův bratr Konstantin Pavlovič. Konstantin sídlil ve Varšavě a dokonce zde uzavřel morganatický sňatek s polskou šlechtičnou Joannou Grudzińskou. V polském vojsku však zaváděl pruskou disciplínu a tvrdé tělesné tresty, běžné v ruské armádě. Již v roce 1828 proti němu vzniklo spiknutí důstojníků, v jehož čele stál Piotr Wysocki (1797–1875). Poláci také doufali, že nový car Mikuláš I. (mladší bratr Alexandra a Konstantina) se pokusí získat a připojit zpět k Polsku území, která byla zabrána dalšími dvěma mocnostmi – Rakouskem a Pruskem. To se ale ukázalo být nereálné, což snížilo i tak malou Mikulášovu popularitu.

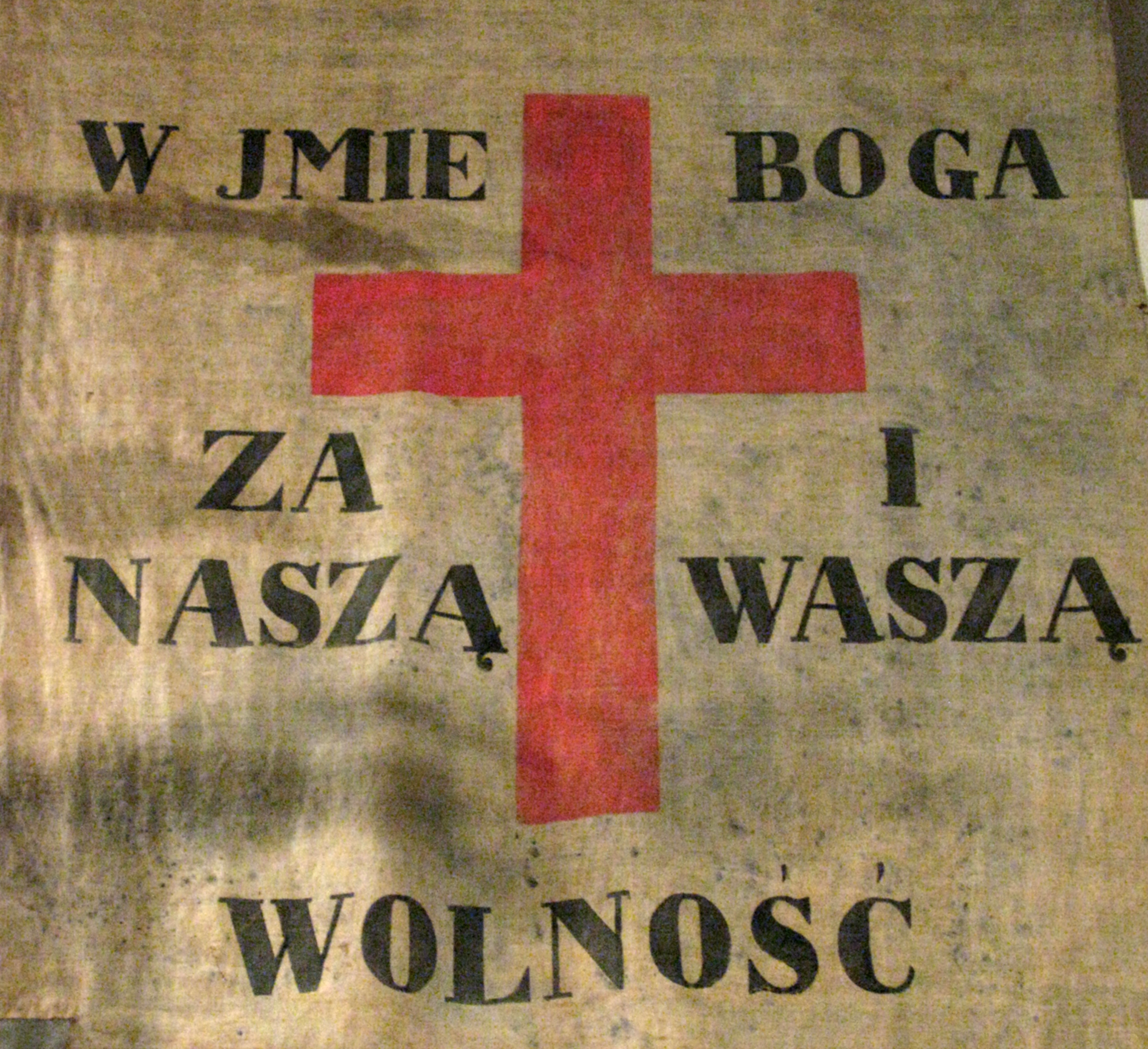
Vlajka listopadového povstání s nápisem

V létě roku 1830 se přehnala Paříží tzv. Červencová revoluce, která svrhla z trůnu posledního krále z bourbonské dynastie Karla X. a na trůn se dostal liberálněji smýšlející Ludvík Filip Orleánský. V srpnu a září téhož roku došlo k povstání belgického lidu proti holandské nadvládě, které vyvrcholilo v listopadu zvolením národní vlády, prohlášením liberální ústavy a zbavením trůnu nizozemského krále Viléma I. Belgii byla získaná nezávislost potvrzena 20. prosince 1830 pěti evropskými mocnostmi na diplomatické konferenci konané v Londýně. Tyto územně-politické změny byly ale v rozporu se základními ustanoveními jiného spolku evropských mocností, tzv. Svaté aliance. Kolidovaly zejména s prvním a hlavním usnesením, že mocensko-politické změny v Evropě nebudou realizovány revoluční cestou a že neohrozí mocenskou rovnováhu. Svatá aliance, dílo cara Alexandra I. a rakouského ministra Klemense Metternicha, se pod vlivem událostí v Řecku (kde také probíhal úspěšný národněosvobozenecký boj), Francii a Belgii pomalu začala drolit. Mikuláš I., věrný svému ultrakonzervativnímu přesvědčení, se však pokusil sestavit intervenční vojsko, které chtěl vyslat k potlačení revoluce v Paříži. Tyto plány ale byly v Polském království negativně přijímány a vlastně přispěly k vypuknutí listopadového povstání.

## Vojenský průběh povstání

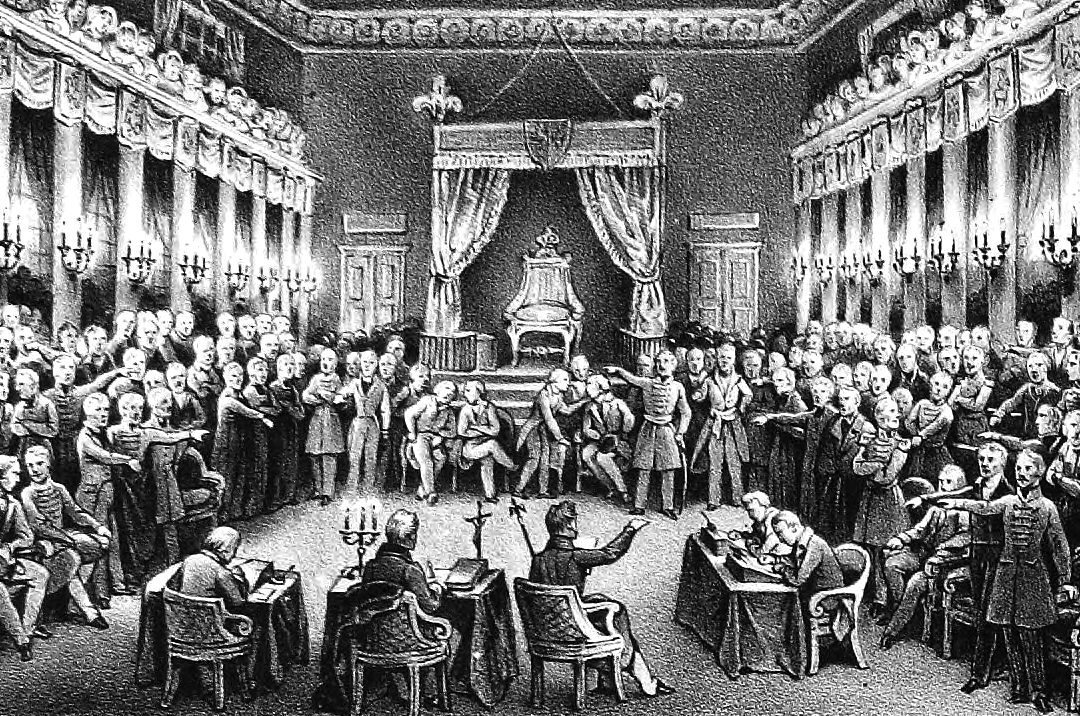
Detronizace cara Mikuláše I. z polského královského trůnu

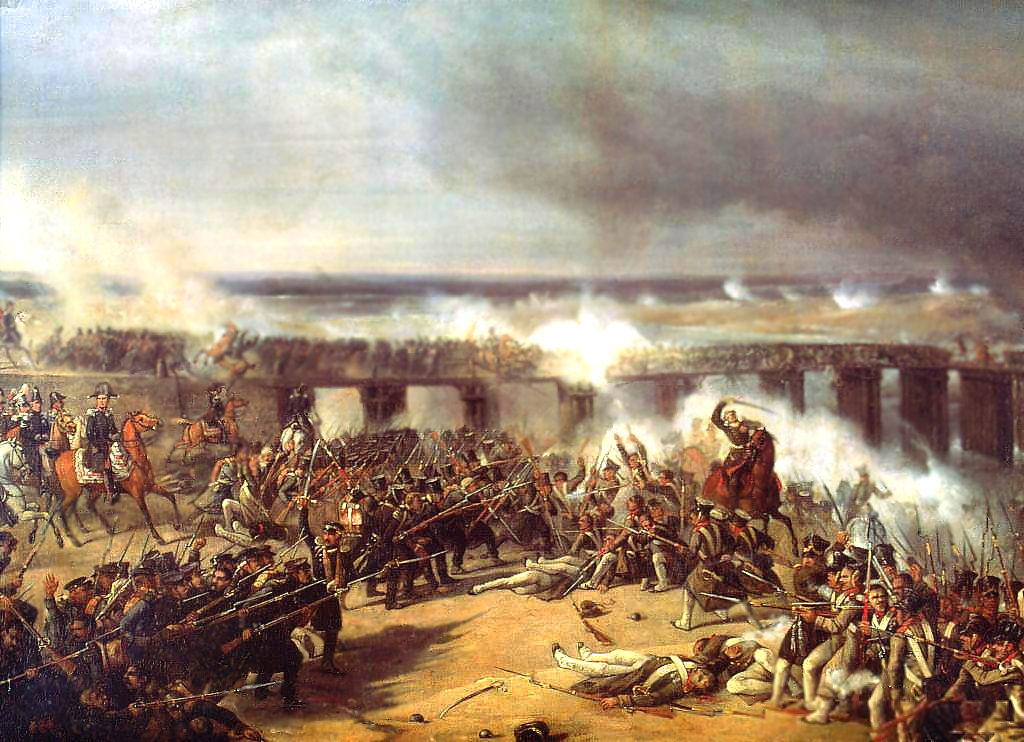
Bitva u Ostrolenky 26. května 1831

Ve Varšavě v noci z 29. na 30. listopadu nakonec vypuklo povstání měšťanů a vojáků tamní polské posádky. Povstalci ovládli Varšavu, vytvořili prozatímní vládu a za „diktátora“ zvolili generála Józefa Chłopického. Polský sněm 25. ledna 1831 sesadil ruského cara Mikuláše I. z polského trůnu a začala se připravovat volba nového krále. Část šlechty uvažovala i o možnosti kandidatury legitimního syna Napoleona Bonaparta, kterého měl z manželství s Marií Luisou Rakouskou. Syn Napoleon II., který měl přezdívku Orlík, žil na dvoře ve Vídni, ale trpěl tuberkulózou (zemřel v roce 1832).
Ještě dříve, než byly přípravy na volbu krále realizovány, začala na jaře 1831 ruská ofenzíva proti polským ozbrojeným oddílům. Ruská vojska vedl polní maršál Ivan Dybič. Po několika úspěších byla polská vojska zatlačena do defenzívy a nakonec koncem května poražena v bitvě u Ostrolenky. Ruská armáda začala v srpnu pod velením Ivana Paskeviče obléhat i Varšavu. Slabé řady obránců neměly proti dobře vyzbrojeným a vycvičeným vojskům šanci na úspěch. Varšava byla dobyta dne 8. září 1831 a po jejím pádu začalo povstání pomalu vyhasínat. 21. října 1831 kapitulovala i poslední povstalecká posádka v pevnosti města Zamość, některé polské oddíly se Rusům bránily ještě v listopadu 1831.

## Důsledky povstání
Po potlačení listopadového povstání si ruský car Mikuláš I. ponechal titul polského krále, a polská autonomie zůstala po povstání značně okleštěná. Byl zrušen sněm a samostatná polská armáda, mezi Polskem a Ruskem došlo k reálné politické unii. Pomsta měla však i jinou podobu – v roce 1834 byla mezi oběma zeměmi zavedena celní bariéra, což velmi poškodilo polské hospodářství. Politické svobody byly maximálně ohraničeny a tajné spolky zakázány. Mnozí intelektuálové odešli raději do exilu, kde čekali na další příležitost k vystoupení proti ruskému jhu. Do ciziny odešlo více než pět tisíc ideových vůdců a vojenských velitelů. Mickiewicz například žil dlouhá léta v Paříži, ale nakonec zemřel v tureckém Istanbulu, kde se snažil sestavit další jednotky pro boj proti ruské nadvládě. Soudy v Polsku tyto emigranty odsoudily v nepřítomnosti k smrti a byly jim zabaveny majetky. Mnozí řadoví vojáci byli násilím vtěleni do ruské armády, případně byli posláni do vyhnanství na Sibiř.
Povstání mělo i mezinárodní politické dozvuky – monarchové tří mocností, které se zasloužily o zánik nezávislého Polska (tedy rakouský císař František II., ruský car Mikuláš I. a pruský král Fridrich Vilém III.), se setkali v roce 1833 v českém městě Mnichovo Hradiště (dobově německy Münchengrätz), kde se zavázali k uznání a nedotknutelnosti hranic jimi zabraných polských území. Zároveň měli monarchové Pruska, Ruska a Rakouské monarchie spolupracovat při potlačování tajných politických spolků a všech hnutí usilujících o znovuobnovení Polska.
Místodržitelem v Polsku se stal generál Ivan Paskevič, který získal titul knížete varšavského. Klid v Polsku hlídala stotisícová ruská armáda, v roce 1832 byla odvolána ústava z roku 1815 a pro jistotu byl v roce 1833 zaveden mimořádný stav, který byl zrušen až po porážce Ruska v krymské válce. Polské království muselo dokonce zaplatit Rusku válečné kontribuce ve výši 22 milionů rublů, ačkoliv roční rozpočet království nebyl vyšší než 10 milionů rublů. V Polskem království začalo masivní porušťování, a to i na univerzitách. Rusifikace se projevila i v administrativním dělení tím, že v roce 1837 byla tradiční polská vévodství nahrazena ruskými guberniemi. Více než třicet let se ruské carské moci podařilo držet situaci v obsazeném Polsku pod kontrolou, v roce 1863 však vypuklo další a ještě mohutnější povstání za nezávislost Polska (tzv. lednové povstání).